# Deborah Gibson
Pour l’article homonyme, voir Gibson.
Deborah Ann « Debbie » Gibson, née le 31 août 1970 à Brooklyn dans l'État de New York aux États-Unis, est une chanteuse, auteure-compositrice-interprète et actrice américaine, connue à partir des années 1980.

## Biographie
Deborah Gibson naît le 31 août 1970 à Brooklyn. Elle est la troisième d'une famille de quatre enfants.
À l’âge de 5 ans, elle a commencé à faire du théâtre communautaire avec ses sœurs Karen et Denise. Deborah a aussi écrit sa première chanson Make Sure You Know Your Classroom à cette époque. À l’âge de 8 ans, elle a commencé à chanter dans la chorale pour enfants au Metropolitan Opera House de New York. Elle y a rencontré Placido Domingo et d’autres grands noms de l’opéra. Gibson jouait aussi dans des comédies musicales off Broadway.

## Carrière musicale
À l'âge de 16 ans, Gibson est devenue la plus jeune personne à avoir écrit, réalisé et interprété une chanson numéro 1 au palmarès américain Billboard Hot 100, avec Foolish Beat en 1988. Elle a souvent fait la couverture de magazines pour adolescents comme Fan club. Elle était connue sous le nom de Debbie dans les années 1980. Elle utilise cependant son véritable nom depuis la fin des années 1990.
Gibson a occupé plusieurs rôles principaux de comédies musicales sur Broadway. Elle a aussi obtenu des rôles dans des films indépendants et à la télévision. Elle a écrit deux comédies musicales et travaille actuellement à les lancer en production. Elle enregistre toujours ses chansons et a récemment atteint le palmarès Billboard Adult Contemporary en 2006 en duo avec Jordan Knight pour la chanson Say Goodbye.

### Années 1980
À 16 ans, elle écrit et enregistré des centaines de démos dans un studio d’enregistrement aménagé à même le garage de la maison familiale. Deborah et sa mère et gérante, Diane ont commencé à tenter d’attirer l’attention de maisons de disques, d’agents, de directeurs, de réalisateurs et d’agences de spectacles dans l’espoir que l'un d’entre eux écoute les démos pour éventuellement offrir un contrat à la jeune artiste.
Notamment, Deborah attire l’attention d'Atlantic Records qui la signe pour le single Only In My Dreams en 1986. Elle a entamé la tournée de promotion l’année suivante incluant divers arrêts dans des clubs de nuit et clubs d’adolescents. À la suite du succès du Dream Tour '87, Atlantic a demandé un album. Deborah a donc enregistré son premier album, Out of the Blue en 5 semaines tout en continuant les engagements de la tournée de promotion. L’album. lancé en 1987, atteint la septième place du Billboard 200 Album charts et produit 5 succès au Top 25.
Only In My Dreams est devenue en 1987 le premier succès de Debbie atteignant le numéro 4 sur le Billboard Hot 100. Gibson avait écrit la chanson quelques années auparavant en seulement 15 minutes. Shake Your Love, le simple suivant atteint la quatrième position et a été un grand succès au Royaume-Uni. Tôt en 1988, le simple Out of the Blue arrive en troisième position.
Plus tard cette même année, Debbie obtient son premier single numéro 1, Foolish Beat. Cette chanson fait de Debbie la plus jeune artiste à avoir écrit, réalisé et interprété une chanson numéro 1, une distinction qu’elle possède encore aujourd’hui. L'artiste détenant cet honneur avant elle, était George Michael. Le dernier simple extrait de l'album est Staying Together, le titre a atteint la 22e position du Billboard Hot 100. Éventuellement, Out of the Blue l’album a été certifié 3 fois platine aux États-Unis.
En 1988, Debbie Gibson s’établit comme une des chanteuses pop les plus populaires. Elle réussit également son école secondaire, le Sanford H. Calhoun High School. Son image de jeune fille sage a tôt fait d’attirer l’attention de sponsors nationaux. En 1988 toujours, Debbie signe un contrat de commandite avec Revlon, une filiale de Natural Wonder Cosmetics. Ainsi, durant l’année 1988, Gibson est apparue dans diverses publicités de produits de beautés. Ce contrat a finalement été étendu durant toute la période de succès de son second album.
Elle entame une tournée afin d'accompagner le succès massif de son premier album, la tournée Out of the Blue Tour était commanditée par Natural Wonder, il s’agissait de première tournée et elle a obtenu un grand succès avec notamment 2 spectacles à guichet fermé au Radio City Music Hall de New York. Gibson a principalement composé ce spectacle de titres de son premier album, de chansons écrites pour son second album, d’éléments musicaux des années 1950 avec par exemple un medley et les titres In the Still of the Night et Crocodile Rock.
À la fin de 1988, Gibson lançait Live in Concert, The Out of the Blue Tour en vidéocassette. Debbie Gibson devient une icône importante des années 1980 en musique. Elle s'attaque presque tout de suite à l'écriture de son deuxième album. Pour ce faire, elle a de nouveau collaboré avec le réalisateur Fred Zarr. L’album présentait une Debbie plus mûre et représentait la première fois que Gibson jouait d’un instrument de musique sur ses enregistrements. Le premier simple choisi pour la radio fut Lost In Your Eyes.
Quelques stations se sont même procuré le titre avant sa sortie officielle ce qui contribua à enflammer l’enthousiasme de son nouveau simple qui devint le plus grand succès de la carrière de la jeune artiste. Le simple a passé trois semaines au numéro 1 des 100 meilleures ventes de singles aux É.-U. en mars 1989. Son deuxième album, Electric Youth, lui, a rapidement atteint la première place sur le Billboard 200. L’album a passé un total de 5 semaines à cette position, ce qui en fait son album le plus populaire de sa carrière avec Out Of The Blue.
Les critiques pour cet album sont majoritairement positives, plusieurs notant une Debbie plus mûre prenant le contrôle de son art. Gibson a de nouveau composé toutes les chansons de cet album en plus d’en réaliser plusieurs.
Electric Youth la chanson est sortie au printemps de 1989 et s’est hissée au numéro 11 sur le Billboard Hot 100. Le vidéoclip était aussi énergique que la chanson elle-même. Des séquences de jeunes gens ayant accompli de grandes choses étaient juxtaposés à des séquences énergiques de danse de la part de Debbie. Malgré le grand succès du single Electric Youth, les autres singles extraits rencontrent moins de succès. No More Rhyme s’est hissé en 17e place sur le Hot 100. Le vidéoclip présentait un caméo de Winnie Cooper (Danica McKellar) de Les Années coup de cœur. We Could Be Together a atteint la 71e position des 100 meilleures ventes de singles aux États-Unis. Le vidéoclip montrait le père de Debbie et plusieurs des membres de ses musiciens.
La carrière de Debbie atteint son sommet lorsqu'elle est mise en nomination dans la catégorie Meilleure artiste féminine aux American Music Awards 1989 qu’elle coanimait. Le titre a été attribué à Whitney Houston. Debbie a aussi vu l’un de ses rêves se réaliser lorsqu’elle a été invitée à joindre Elton John et Billy Joel sur scène lors d'une prestation. Elle a partagé le clavier avec Elton John et accompagné Billy Joel au chant.

### Années 1990
En 1990, elle a remporté le prix d'« Auteur-compositeur-d'interprète de l'année » (à égalité avec Bruce Springsteen) aux ASCAP Music Awards. La popularité de l’album Electric Youth est confirmée par la sortie de la fragrance Electric Youth Natural Wonder Cosmetics. Les ventes de l'album sont évaluées à 5 millions d'exemplaires en 1990.
Afin de promouvoir Electric Youth, Debbie Gibson planifie une tournée mondiale titrée Electric Youth World Tour. Elle a entamé la tournée aux États-Unis et au Canada chantant à guichet fermé à plusieurs de ses concerts. Pour cette tournée, elle désirait un « show à l'américaine », proposant une plus grande scène, de nombreux jeux de lumières et effets spéciaux, plusieurs danseurs ainsi qu'un grand orchestre. Elle y interprétait tous les plus grands succès d' Electric Youth en plus des succès d' Out of the Blue et d’une combinaison de medley incluant des succès des années 1950. La tournée s’est ensuite déplacée en Europe et en Asie où elle continuait d’offrir des spectacles salles combles. Elle a aussi tourné dans un clip de Michael Jackson, Liberian Girl. En 1990, elle a coanimé le concert bénéfice « Earth '90 ».
Après le succès d' Electric Youth, Gibson lance son troisième album à la fin de l'année 1990, Anything is Possible. L'album contient 16 chansons, toutes écrites par Debbie et coécrite avec Lamont Dozier. Elle a également de nouveau travaillé à la réalisation avec Fred Zarr. L’album reçoit des critiques plus mitigées comparativement à Electric Youth. Le disque atteint la 41e position du "Billboard 200 Album Chart". L'album est certifié disque d'or aux États-Unis, au Japon et en Malaisie.
Le premier simple extrait de l’album était la pièce titre Anything is Possible qui a atteint la 26e position du "Hot 100 Billboard Singles Chart". Les autres simples de l’album, One Hand, One Heart, This So-Called Miracle et One Step Ahead connaissent un succès décevant.
Afin de promouvoir l'album, Debbie se lance en tournée à travers l'Amérique du Nord, le One Step Ahead Tour, renommée par la suite Possibilities Tour en Asie. La compagnie de produits de beautés Caboodles s’est occupé de la promotion et du parrainage de cette tournée. Caboodles a organisé un concours offrant la chance à ses fans de gagner des billets pour un concert privé de Debbie elle-même. Des publicités à la télévision avait été produite pour la promotion de ce concours en plus de publicités dans des magazines pour adolescents tels Teen Beat et Bop.
Debbie sort son quatrième album, Body Mind Soul, au début de 1993 et atteint la 109e position du "Billboard 200". À ce jour, ceci s'avère être sa dernière apparition sur le Billboard 200. L'album connait un certain succès au Japon principalement et est certifié disque d'or.
Losin' Myself est le premier extrait, mais rencontre un faible succès atteignant la 86e position du Billboard Hot 100. Le vidéoclip pour Losin' Myself était le plus mûr de Debbie à ce moment. Elle y jouait une stripteaseuse.
De cet album ont été tirés trois autres singles ayant été lancés sous différentes formes de promo pour des stations radios et disques pour le grand public. Le vidéoclip pour Shock Your Mama a été tourné à Paris. Free Me et How Can This Be? ont été lancés en tant que promo sous forme de vinyle et CD. Elle ne fera cependant pas de tournée de promotion pour cet album, étant trop déçue du résultat qu'a eu l'album dans les classements.
En 1995, elle signe un contrat avec EMI Records pour enregistrer un album qui allait être son seul avec cette maison de disques, Think With Your Heart. L’album est plus pour les adultes et contient majoritairement des ballades au piano. L’album ne possède que 2 chansons plus rythmées (Don'tcha Want Me Now? et Too Fancy). Debbie a travaillé avec Niko Bolas sur cet album, ce dernier travaillait également sur un album réunion pour le groupe punk The Circle Jerks à ce moment, ainsi Gibson a été invité à participer à un enregistrement du groupe, prêtant sa voix à la chanson I Wanna Destroy You. Elle a aussi participé à un spectacle du groupe à la salle punk légendaire CBGB's.
Après avoir quitté EMI, Gibson a formé sa propre compagnie de disques, Espiritu Records, pour lancer ses albums. Son sixième album, Deborah, est son premier album où elle utilise son  prénom, et marquait son retour à la dance-pop mais avec une approche plus mûre. Le seul extrait de ce disque est Only Words.

### Années 2000
En 2000, Espiritu a été réorganisée sous le nom Golden Egg Records. Deborah a ainsi lancé son septième album studio titré M.Y.O.B., sur Golden Egg en 2001. Il extrait trois simples, le titre pop sensuel What You Want, la chanson Dance-pop d’influence latine Your Secret et la chanson titre M.Y.O.B. Les moments forts de l’album incluent la chanson Smooth Jazz In Blue, les chansons Wishing You Were Here, Jaded et une version remixé de M.Y.O.B.
En 2005, Gibson a coécrit et enregistré la chanson Someone You Love avec les O'Neill Brothers. Elle a également enregistré avec eux une nouvelle version acoustique de son succès numéro 1 Lost In Your Eyes. Elle accepte de poser nue dans l’édition de mars 2005 du magazine Playboy associée à la sortie du simple Naked.
En janvier 2006, elle était une participante à l’émission Skating with Celebrities sur FOX, en paire avec l’ancien champion canadien de patinage artistique Kurt Browning. Ils ont été éliminés au troisième épisode.
Son simple en 2006 Say Goodbye en duo avec Jordan Knight a fait bonne impression auprès des stations de radio adulte contemporain à travers les États-Unis devenant le troisième titre le plus ajouté aux stations de ce type durant l’été. Ce titre est d'ailleurs son premier ayant du succès depuis la fin des années 1990, elle qui cumulait les échecs. Il a fait son entrée en 35e place sur le palmarès « Adult Contemporary chart » du Billboard en août et a atteint le numéro 24 en octobre 2006.
En septembre 2007, Gibson a commencé à considérer l’idée d’un camp pour l’Ouest des États-Unis. Elle a donc fondé "Camp Electric Youth" à l’été 2008, elle mentionne que ce camp est le premier du genre dans la région. Le camp est toujours actif aujourd’hui et se nomme maintenant "Deborah Gibson's Electric Youth".
En janvier 2008, Gibson annonce une série de spectacles Pop Goes Broadway au Harrah’s d’Atlantic City d’une durée de trois semaines en mai 2008.
Le 10 avril 2009, Nils Entertainment propose le spectacle Nostalgie 80 au Colisée Pepsi de Québec mettant en vedette elle, Rick Astley, Samantha Fox et Tiffany. Le spectacle connaît beaucoup de succès, attirant plus de 10 633 spectateurs.
Deborah donna la réplique à Lorenzo Lamas dans un film d'horreur à petit budget. La sortie en DVD du film Mega Shark vs. Giant Octopus a eu lieu le 19 mai 2009. La bande annonce de ce film, produit par The Asylum, a fait bonne figure sur mtv.com et YouTube étant vue plus d’un million de fois, mais les critiques sont globalement très négatives,.
En 2006 elle a participé à Skating with Celebrities, et en 2012 au jeu de télé réalité de Donald Trump, The Celebrity Apprentice 5.
2007 marque le vingtième anniversaire de son premier album Out Of The Blue. Deborah mentionne dans une entrevue pour le magazine Exclusive qu'elle s'est vu octroyer un budget d'une compagnie de disques pour l'enregistrement de 3 chansons et possiblement un album entier. Du même coup, elle est actuellement en négociation pour la mise sur pied d'un spectacle à Las Vegas. Elle envisage aussi la publication d'une seconde autobiographie (la première "Between The Lines" a été publiée en 1989).
Deborah Gibson travaille présentement sur un nouvel album, son premier depuis 2001. En juin 2009 est lancé sur Internet le vidéoclip de la chanson Already Gone. Elle mentionne cependant qu’il ne s’agit pas de la direction qu’elle souhaite pour son album. La chanson ne fera donc pas partie du projet. Cependant depuis janvier 2010 circule sur Internet un extrait de la chanson Cougar qui sera vraisemblablement le premier simple extrait du prochain album. Également, lors d'une prestation, Deborah a interprété une chanson, « Unpaint The Sky » qui fera vraisemblablement partie du projet.

### Années 2010
En novembre 2010, Deborah lance au Japon l'album Ms. Vocalist. Le premier simple s'intitule I Love You. Le disque est une compilation de succès (originellement d'interprètes masculins et en langue japonaise) traduits en anglais. Ce projet fait suite à un autre de la même étiquette (Mr. Vocalist du chanteur Eric Martin).
En 2011, elle a fait une apparition dans le clip de Katy Perry, "Last Friday Night". La même année elle partage le premier rôle avec Tiffany dans le film Mega-Python Vs. Gatoroid.

## Discographie
- 1987 : Only in My Dreams #4 USA
- 1987 : Shake Your Love #4 USA
- 1988 : Out of the Blue
- 1988 : Foolish Beat #1 USA
- 1988 : Staying Together #22 USA
- 1988 : Red Hot (Promo)
- 1989 : Lost In Your Eyes #1 USA
- 1989 : Electric Youth #11 USA
- 1989 : No More Rhyme #17 USA
- 1989 : We Could Be Together #72 USA
- 1990 : Without You (Japon seulement)
- 1990 : Anything Is Possible #26 USA
- 1991 : This So-Called Miracle
- 1991 : One Hand, One Heart
- 1991 : One Step Ahead
- 1991 : Sure (Philippine seulement)
- 1992 : In His Mind (Japon seulement)
- 1993 : Losin' Myself #86 USA
- 1993 : Eyes Of The Child (Japon seulement)
- 1993 : Shock Your Mama #74 UK
- 1993 : How Can This Be? (Promo)
- 1993 : Free Me (Promo)
- 1993 : You're the One That I Want (duo avec Craig McLachlan) #13 UK
- 1995 : For Better Or Worse (Promo)
- 1995 : Didn't Have The Heart (Promo)
- 1997 : Only Words #37 Dance Charts USA
- 1997 : Moonchild (Japon seulement)
- 1998 : Only In My Dreams 1998
- 1998 : Naturally
- 1999 : Light The World (duo avec Peabo Bryson)
- 2000 : You Belong To Me (Fan-Club et Promo)
- 2000 : With All My Heart (Fan-Club seulement)
- 2000 : What You Want
- 2000 : M.Y.O.B. (Promo)
- 2001 : Your Secret
- 2001 : The One (Promo Japon)
- 2004 : Christmas Without You (Fan-Club seulement)
- 2005 : Naked
- 2006 : Say Goodbye (duo avec Jordan Knight) #24 AC Charts USA
- 2010 : I Love You (Japon seulement) #1 Radio Cable International Japon

## Albums
- 1987 : Out of the Blue #7 USA
- 1988 : Super Mix Club (Japon seulement)
- 1989 : Electric Youth #1 USA
- 1990 : Anything Is Possible #41 USA
- 1993 : Body Mind Soul #109 USA
- 1995 : Think With Your Heart
- 1995 : Greatest Hits
- 1997 : Deborah
- 1999 : Lost In Your Eyes and Other Hits
- 2001 : M.Y.O.B.
- 2003 : Colored Lights: The Broadway Album
- 2004 : Memory Lane Vol. 1
- 2005 : Memory Lane Vol. 2
- 2006 : Anything Is Possible / Body Mind Soul
- 2010 : Ms. Vocalist (Japon seulement) #10 (Japon)
- 2021 : The Body Remembers (Sortie prévu, 8 août 2021)

## Actrice
- 1995 : Notre belle famille : Christi Rose
- 2009 : Mega Shark vs. Giant Octopus : Dr Emma McNeil
- 2011 : Mega Python vs. Gatoroid : Dr Nikki Riley
- 2014 : Mega Shark vs. Mecha Shark : Emma
- 2015 : La Promesse de Jessica : Jessica Terrill
- 2016 : Summer Of Dreams (Mélodie d'amour en 2 parties) : Debbie Taylor[3]
- 2021 : Lucifer (saison 5, episode 10)

## Sources et références
1. ↑  Mega Shark vs. Giant Octopus (2009), Rotten Tomatoes
2. ↑  Philip French, Mega Shark Vs Giant Octopus, The Observer, 9 août 2009
3. ↑  « Debbie Gibson Stars in New Hallmark Movie, 'Summer of Dreams' »